# Vitaly Petrov (athlétisme)
Pour les articles homonymes, voir Petrov.
Cet article concerne l'entraîneur de saut à la perche Vitaly Petrov. Pour le pilote automobile, voir Vitaly Petrov.
Vitaliy Opanasovych Petrov, né le 14 juillet 1938 à Staline, est un entraîneur de saut à la perche ukrainien. Il fut notamment l'entraîneur de Sergueï Bubka, Yelena Isinbayeva, Giuseppe Gibilisco, Fabiana Murer et Thiago Braz da Silva.

## Carrière
Vitaly Petrov a été l'entraîneur de Sergueï Bubka pendant 16 ans durant lesquels Bubka n'a cessé de battre le record du monde. Après une phase de vide après la fin de carrière de Bubka, Petrov a trouvé une nouvelle athlète « hors-norme ». Cette athlète, c'est Yelena Isinbayeva qui marque désormais l'histoire du saut à la perche féminin et qu'il entraîne depuis 2005. Début 2011, Yelena Isinbayeva quitte Petrov mais néanmoins, celui-ci continue d'entraîner des perchistes de classe internationale,.
Avec Petrov comme entraîneur, Giuseppe Gibilisco obtient sa première médaille dans un grand championnat lors du mondial 2003 de Paris Saint-Denis, compétition où il remporte la médaille d'or.
L'année suivante, il monte de nouveau sur le podium, obtenant le bronze lors des Jeux olympiques 2004 à Athènes.
Lors des Jeux olympiques 2016 à Rio de Janeiro, il est l'entraîneur du jeune Brésilien Thiago Braz da Silva. Lors de la finale, ce dernier améliore sa meilleure performance de 10 centimètres, franchissant une barre à 6,03 mètres, lui permettant de remporter le titre olympique devant le favori, le Français Renaud Lavillenie.

## Récompenses
Vitaly Petrov a glané de nombreux records et médailles par l'intermédiaire de ceux qu'il entrainait. Il a aussi gagné l'IAAF Coaches’ Award pour son travail avec Yelena Isinbayeva. Il a battu par l'intermédiaire des athlètes qu'il entraînait 62 records du monde du saut à la perche.